# 水鼬
水鼬是美洲水鼬屬與部分鼬屬物種的通稱，為深色、半水生的肉食動物，包括美洲水鼬與歐洲水鼬兩種現生物種與已滅絕的海貂。過去水鼬均屬鼬屬，但1997年有研究人員將美洲水鼬歸入新屬美洲水鼬屬中，海貂亦被歸入美洲水鼬屬，但體型較其大許多。
美洲水鼬的毛皮用作服飾的價值很高，過去多以打獵取得，後來漸被農場飼養取代，飼養場的狀況常為動物權利與動物福利的提倡者所關注。美洲水鼬在歐洲與南美洲等地均已建立野外族群，很可能即是從飼養場中逃離所致，並可能在歐洲與歐洲水鼬競爭導致後者數量下降，但兩者並無雜交發生。英國的《1981年野生動物及郊野法案》即限制不可將水鼬釋放至野外，許多歐洲國家使用陷阱等方式控制美洲水鼬的族群數目，甚至有強制將捕獲的水鼬安樂死者。